# 상주 상현리 반송
상주 상현리 반송(尙州 上縣里 盤松)은 대한민국 경상북도 상주시 화서면 상현리에 있는 반송이다. 대한민국의 천연기념물 제293호로 지정되어 있다.